# Ferguson Rotich
Ferguson Cheruiyot Rotich (ur. 30 listopada 1989) – kenijski lekkoatleta, średniodystansowiec.
Złoty medalista IAAF World Relays 2014. W tym samym roku startował na igrzyskach Wspólnoty Narodów, podczas których zajął 4. miejsce w biegu na 800 metrów. Czwarty zawodnik mistrzostw świata w Pekinie (2015). Rok później zajął 5. miejsce na igrzyskach olimpijskich w Rio de Janeiro. Srebrny medalista IAAF World Relays (2017). W 2019 zdobył brąz w biegu na 800 metrów podczas mistrzostw świata w Dosze. Wicemistrz olimpijski z Tokio (2021).
Medalista mistrzostw Kenii.

## Osiągnięcia
| Rok  | Impreza                    | Miejsce        | Konkurencja                  | Lokata     | Wynik   |
| ---- | -------------------------- | -------------- | ---------------------------- | ---------- | ------- |
| 2013 | Mistrzostwa świata         | Moskwa         | bieg na 800 metrów           | –          | DSQ     |
| 2014 | IAAF World Relays          | Nassau         | sztafeta 4 × 800 metrów      | 1. miejsce | 7:08,40 |
| 2014 | Igrzyska Wspólnoty Narodów | Glasgow        | bieg na 800 metrów           | 4. miejsce | 1:46,09 |
| 2014 | Mistrzostwa Afryki         | Marrakesz      | bieg na 800 metrów           | 4. miejsce | 1:49,10 |
| 2015 | IAAF World Relays          | Nassau         | sztafeta 1200+400+800+1600 m | 2. miejsce | 9:17,20 |
| 2015 | Mistrzostwa świata         | Pekin          | bieg na 800 metrów           | 4. miejsce | 1:46,35 |
| 2016 | Igrzyska olimpijskie       | Rio de Janeiro | bieg na 800 metrów           | 5. miejsce | 1:43,55 |
| 2017 | IAAF World Relays          | Nassau         | sztafeta 4 × 800 metrów      | 2. miejsce | 7:13,70 |
| 2019 | Mistrzostwa świata         | Doha           | bieg na 800 metrów           | 3. miejsce | 1:43,82 |
| 2021 | World Athletics Relays     | Chorzów        | sztafeta 2 × 2 × 400 metrów  | 2.miejsce  | 3:41,79 |
| 2021 | Igrzyska olimpijskie       | Tokio          | bieg na 800 metrów           | 2. miejsce | 1:45,23 |
| 2023 | Mistrzostwa świata         | Budapeszt      | bieg na 800 metrów           | eliminacje | 1:46,53 |

## Rekordy życiowe
- bieg na 800 metrów – 1:42,54 (2019)
- bieg na 1500 metrów – 3:33,21 (2018)